# Tour Part-Dieu
O Tour Part-Dieu é um arranha-céu de escritórios em Lyon.
Seu nome anterior era Tour du Crédit Lyonnais. O apelido do prédio comercial é o lápis. Tem 165 metros de altura, 45 andares e foi concluído em 1977. É agora o nono edifício mais alto da França. Os últimos dez andares são ocupados pelo Radisson SAS Hotel Lyon e o restante são escritórios.